# 贵定杜鹃
贵定杜鹃（学名：Rhododendron fuchsiifolium）为杜鹃花科杜鹃花属下的一个种。

## 扩展阅读
- 維基物種上的相關：贵定杜鹃